# Hirondelle Amour
 (février 2019).
Hirondelle Amour est un tableau réalisé par le peintre espagnol Joan Miró en 1933-1934 à Barcelone. Cette huile sur toile représente différentes figures qui se superposent autour des inscriptions « hirondelle » et « amour ». Elle est conservée au Museum of Modern Art, à New York.

## Expositions
- Joan Miró: Schnecke Frau Blume Stern, Museum Kunstpalast, Düsseldorf, 2002 — n°34.